# Alive/Tengo vida
Alive/Tengo vida è un singolo del gruppo musicale statunitense Sons of Apollo, pubblicato il 23 marzo 2018 come terzo estratto dal primo album in studio Psychotic Symphony.

## Tracce
Testi di Jeff Scott Soto, musiche di Derek Sherinian, Ron Thal, Mike Portnoy e Billy Sheehan.
1. Alive – 5:05
2. Alive (Radio Edit) – 4:07
3. Alive (Acoustic Version) – 3:45
4. Tengo vida ("Alive" Spanish Version) – 5:05
5. Tengo vida ("Alive" Spanish Version - Radio Edit) – 4:18
6. Tengo vida ("Alive" Spanish Acoustic Version) – 3:45

## Formazione
Gruppo
- Mike Portnoy – batteria, percussioni, voce
- Derek Sherinian – tastiera
- Ron "Bumblefoot" Thal – chitarra, voce
- Billy Sheehan – basso
- Jeff Scott Soto – voce

Produzione
- The Del Fulvio Brothers (Mike Portnoy, Derek Sherinian) – produzione
- Jerry Guidroz – ingegneria del suono
- Greg Foeller – assistenza tecnica
- Corey Mast – ingegneria del suono aggiuntiva
- Brent Woods – ingegneria del suono aggiuntiva
- Simone Sello – ingegneria del suono aggiuntiva
- Thomas Cuce – ingegneria del suono aggiuntiva
- Jay Ruston – missaggio
- Paul Logus – mastering